# Devil Is a Loser
Devil Is a Loser è un brano musicale del gruppo heavy metal finlandese Lordi, pubblicato nel 2003 come singolo estratto dall'album Get Heavy.

## Tracce
1. Devil Is a Loser - 3:29
2. Don't Let My Mother Know - 3:32
3. Devil Is a Loser (music video)